# Wiesław Litewski
Wiesław Litewski (ur. 17 maja 1933 w Kartuzach, zm. 24 stycznia 2004 w Krakowie) – polski prawnik, nauczyciel akademicki, sędzia, historyk prawa rzymskiego, profesor zwyczajny Uniwersytetu Jagiellońskiego.

## Życiorys
Ukończył gimnazjum im. Króla Jana III Sobieskiego w Krakowie. W latach 1950–1954 studiował na Wydziale Prawa Uniwersytetu Jagiellońskiego, gdzie uzyskał tytuł magistra. W latach 1954–55 odbył, zakończoną egzaminem sędziowskim, aplikację w okręgach Sądów Wojewódzkich w Katowicach i w Krakowie. Następnie do 1957 sprawował urząd asesora sądowego w Sądzie Powiatowym w Miechowie.
Od 1956 pracownik naukowy Wydziału Prawa i Administracji Uniwersytetu Jagiellońskiego (początkowo asystent, 1963 starszy asystent, 1970 adiunkt i docent, 1978 profesor nadzwyczajny, 1983 profesor zwyczajny).
Autor licznych prac poświęconych tematyce prawa rzymskiego, m.in. Rzymskie prawo prywatne (Warszawa 1994).
Został pochowany na Cmentarzu Podgórskim w Krakowie (kwatera IVa-płd.-14).

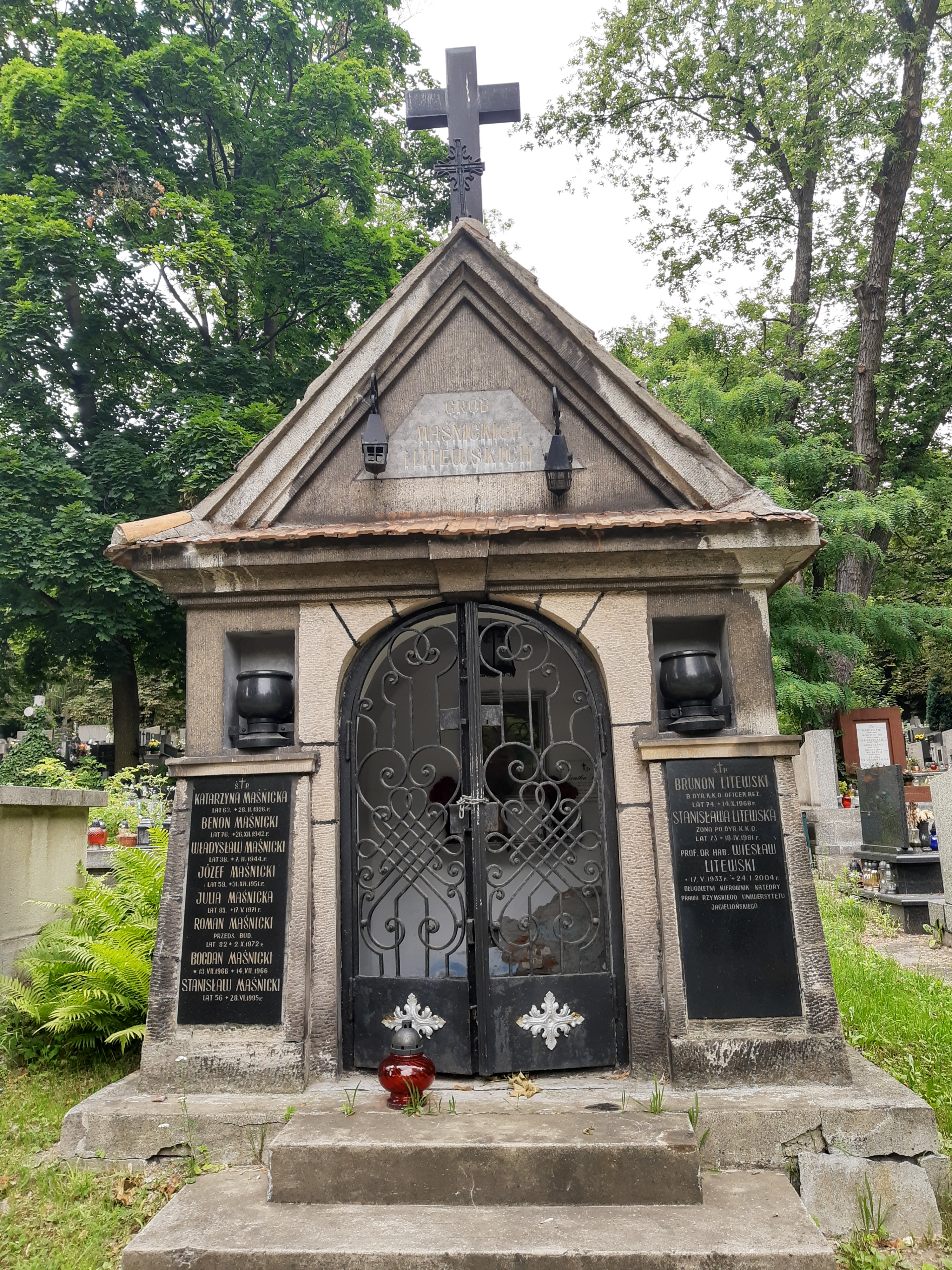
Grobowiec prof. Wiesława Litewskiego na Cmentarzu Podgórskim